# História de Faro
Faro, primitivamente denominado Ossónoba, terá surgido por volta do século VIII a.C., durante a colonização fenícia do Mediterrâneo Ocidental. Tinha então um carácter de entreposto comercial, integrado num vasto sistema mercantilista baseado na troca de produtos agrícolas, pescado e minérios, situação que se manteve nos períodos grego e cartaginês. Entre os séculos III a.C. e VIII d.C., a cidade esteve sob domínio romano, Bizantino e visigodo. Dos vestígios romanos destaca-se as Ruínas romanas de Milreu.  Do período visigótico existem várias fontes e indícios (quer de escritores cristãos quer árabes) que referem uma magnifica catedral, mas cujos vestígios nunca foram encontrados  . Da ocupação bizantina (Império Bizantino) destacam-se as torres bizantinas da cidade .

## Períodofenício,gregoecartaginês
Formação (século VIII - III a.C.)
Nome: Ossónoba
Características: Estabelecimento de um Entreposto Comercial Integrado no Sistema
Mercantilista Mediterrânico.
A situação dos terrenos em que assenta a actual cidade de Faro era então diferente. O nível médio das águas do mar encontrava-se dois a três metros acima do actual, originando uma linha de costa muito recortada e inundável.
A configuração deste território era resultante de um sistema de colinas ou morros (o da Sé, onde se estabelecera o referido entreposto, o dos Artistas, Santo António do Alto e o conjunto de colinas que vão de São Pedro ao Alto Rodes, designadas por Alto da Caganita, Alto da Atalaia e Alto da Esperança), separados por canais ou ribeiras e sujeitos, com as marés, à subida e descida das águas do mar.
Dos canais, destacamos uma linha de água principal que corria desde a actual Ribeira das Lavadeiras, percorrendo a Estrada de São Luís até ao Lethes, daqui para a Praça Alexandre Herculano onde formava um lago - Alagoa - bifurcando, junto ao palácio Belmarço, para contornar o morro da Sé por ambos os lados.

## Período romano e visigótico
De entreposto a urbe (século III a.C. - VIII d.C.)
Nome: Ossónoba e mais tarde Santa Maria de Ossónoba
Características: estruturação da Vila-a-Dentro (núcleo primitivo), expansão extramuros em dois núcleos, descentralização dos poderes para as Villae, cristianização da cidade, apogeu e destruição de Ossónoba.
No século III a.C., altura em que Cartagineses e romanos lutavam pelo domínio do Mediterrâneo, Roma invade a Península Ibérica, governando-a até ao século V d.C.
Mais tarde, com as invasões bárbaras, os visigodos mantiveram o desenvolvimento da cidade até às invasões árabes, que lhe alteraria o nome para Santa Maria de Ossónoba.
No ano de 552, Ossónoba foi reconquistado pelo Império Romano do Oriente ou Império Bizantino (então governado pelo imperador Justiniano I), aos visigodos, governo esse que durou até 571, quando o rei Leovigildo o conquistou novamente para o Reino Visigótico.

## Período árabe
Densificação Urbana (século VIII - século XIII)
Nome: Santa Maria de Ossónoba, depois Santa Maria do Ocidente e depois Santa Maria Ibn Harun (ou Šanta Māria al-Hāarun)
Características: alargamento, densificação e consolidação do núcleo primitivo e regressão e densificação dos núcleos extramuros.
A invasão árabe da Península Ibérica inicia-se no ano 711 quando Tárique atravessa o Estreito de Gibraltar e vence as tropas de Rodrigo na Batalha de Guadalete, conquistando de seguida a capital do Reino Visigótico - Toledo. No ano seguinte, Muça ibne Noçáir comanda a segunda invasão, conquistando Sevilha e Ossónoba. Com ele vem um poderoso destacamento de árabes iemenitas, comandados por Al-Yamani, a quem é entregue o governo da Província de Ossónoba. A cidade sofre grandes destruições, em virtude também dos efeitos de vários sismos que ocorreram naquela altura.
A cidade que os árabes vão reconstruir tem por base a Vila-a-Dentro, que manterá a sua estrutura fundamental, se bem que densificada, adquirindo um traçado mais sinuoso - dois eixos, uma circular interior e uma área central a que correspondia apenas parte do actual Largo da Sé, mais concretamente, a zona situada entre o edifício da Câmara Municipal de Faro e a Sé Catedral, já que a restante área era ocupada por construções.
No local do antigo templo é construída a Mesquita principal, a uma cota de nível mais elevada (cerca de três metros acima).
Contudo, há investigadores que são da opinião que Ossónoba e Faro não têm relação nenhuma, sendo duas povoações distintas.
Extramuros opera-se uma regressão urbana dos seus arrabaldes, que se densificam, mantendo-se os dois núcleos já existentes anteriormente.
A cidade contém, neste período, uma forte comunidade de cristãos e moçárabes, descendentes dos romanos e visigodos, havendo notícia da sua participação em concílios de Bispos. É provável a manutenção de locais de culto dedicados a Santa Maria.
No ano 870 eclodiram as revoltas moçárabes no Ocidente do Alandalus. O partido Muladi, composto por antigos cristãos islamizados, os Moçárabes (do árabe Nuss-Arabi - meio árabe), com o apoio da comunidade cristã, toma o poder, tornando-se independente do Emirato de Córdova, por mais de 50 anos.
Ao revoltoso Iáia ibne Becre sucede seu filho Becre ibne Iáia, que executa importantes melhoramentos na cidade. Constroem-se as actuais muralhas, guarnecidas por portas em chapa de ferro, aumentando-se o perímetro da Vila-a-Dentro. Terá sido nesta altura colocada entre as ameias a imagem de Santa Maria, como nos canta Afonso X de Castela, o Rei Sábio. É de crer que neste período a cidade tenha adoptado o nome de Santa Maria do Ocidente ou simplesmente Santa Maria (Xanta Maria).
A revolta Muladi seria esmagada pelo Califa Abderramão III.
Os anos seguintes são marcados pelo poder do hájibe Almançor, primeiro Ministro do Califa Hixame II, que obtém importantes vitórias sobre os cristãos.
A dinastia omíada de Córdoba cai no ano de 1016, fraccionando-se o Alandalus em vários principados independentes - os Reinos das Taifas. A Taifa de Santa Maria é governada por Abu Otomão Saíde ibne Harune. A cidade passa a designar-se por Santa Maria Ibn Harun.
Em 1092 o governador da Taifa de Sevilha, Almutâmide, natural de Beja e ex-governador de Silves, pede ajuda aos Berbereses de Marrocos aquando da luta contra as tropas cristãs de Afonso VI de Castela. Iúçufe ibne Taxufine comanda então a invasão Almorávida, derrota as hostes cristãs e conquista todos os Reinos das Taifas, unificando-os de novo e sujeitando-os a Marrocos.
Quando D. Afonso Henriques vence os Almorávidas na batalha de Ourique, sucedem-se os segundos Reinos das Taifas, com o governo da família Banu Mozaíne, em Santa Maria ibne Harune.
É durante este período que Dreses, geógrafo árabe ao serviço do Rei de Palermo, em visita de espionagem ao Algarbe Alandalus, descreve a cidade: Santa Maria do Ocidente está edificada na orla do mar e o mar vem bater nos seus muros. É de tamanho mediano e muito bonita. Tem uma Mesquita principal e Assembleia de Notáveis. Pelo seu porto entram e saem navios.
Em 1156 os Almóadas unificam de novo a Península, fazendo a fronteira regressar ao Vale do Tejo. Seguem-se os terceiros Reinos das Taifas, prenúncio da reconquista cristã. Poucos vestígios ficaram daquela época, apesar dos mouros terem permanecido séculos em Faro. De registar no entanto neste campo, a introdução de centenas de vocábulos, especialmente referentes à toponímia e ao comércio, o que prova uma certa renovação em determinados sectores. Mas, sobretudo, o período árabe deixou-nos vasta obra literária, principalmente poesia. Citaremos alguns grandes poetas de Faro desse tempo: Alboácem ibne Harune (século XI), ibne Alalam Alxantamari e ibne Sale Alxantamari (século XII) e ibne Almuraal (século XIII).

## Período cristão -Reconquista
A cidade de Santa Maria de Faaron é tomada, no ano de 1249, pelas tropas de D. Afonso III, que lhe viria a conceder duas cartas de Foral. A primeira, em 1266 e a segunda, destinada aos mouros residentes, em 1269.
Não se sabe ao certo se a conquista de Faaron teve um carácter violento ou negociado. Há no entanto notícias de que são executadas obras de reparação no castelo e em alguns panos arruinados da muralha.

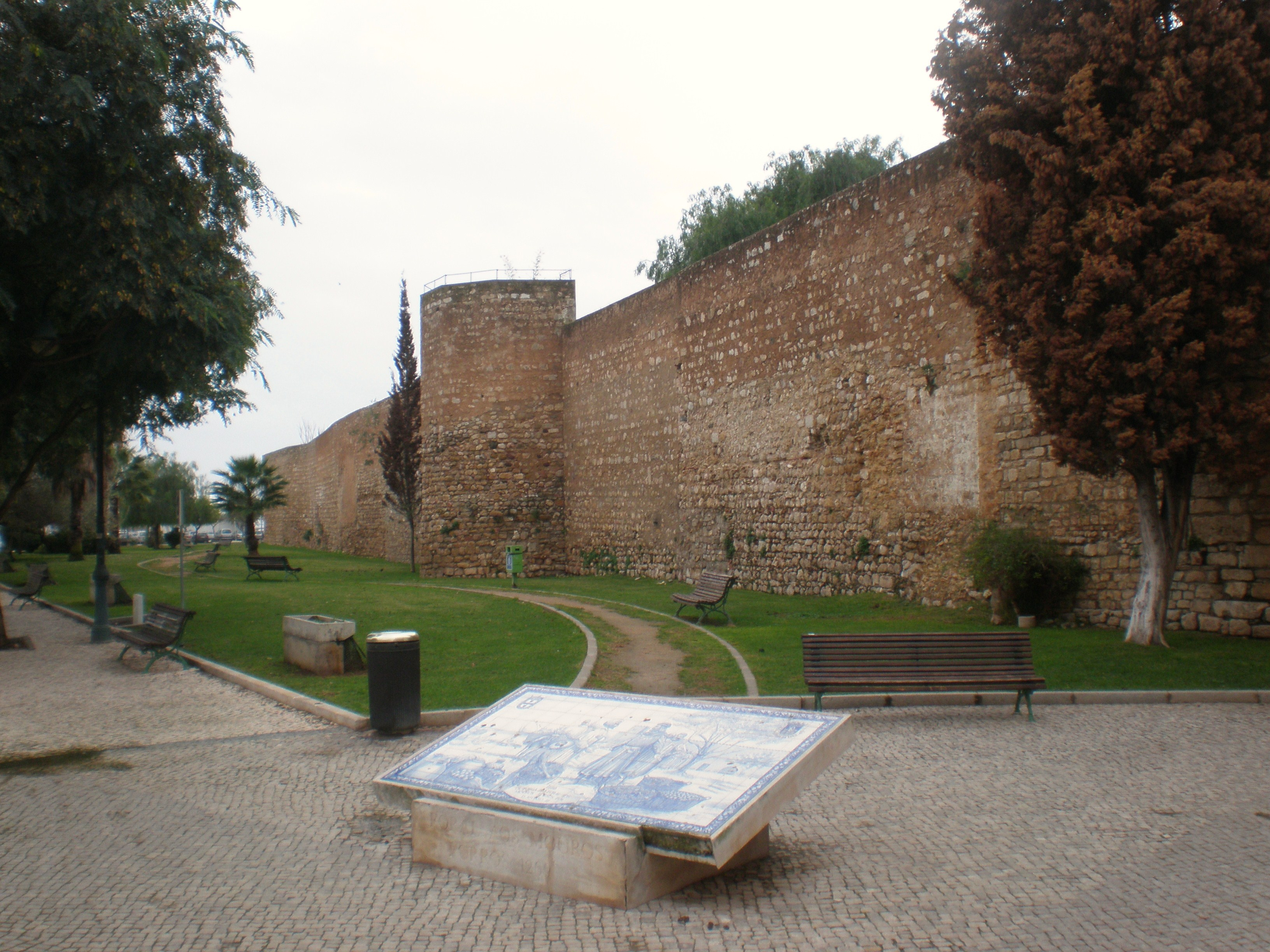
Muralhas de Faro

Os portugueses vão estabelecer a sua cidade na Vila-a-Dentro, cuja estrutura mantém os seus aspectos fundamentais, apesar de uma simplificação no traçado das vias secundárias, à semelhança de outros aglomerados urbanos da época.
A mesquita é "purificada" e adaptada, provisoriamente, a igreja, após o que sofre obras de reconstrução, dando lugar, em 1277, à Igreja de Santa Maria.
Sobre a Porta da Vila surge a Capela de Nossa Senhora de Entrambalas Águas, mais tarde de Nossa Senhora do Ó, quem sabe se no local onde anteriormente fora colocada a imagem de Santa Maria.
No sítio da actual implantação do edifício da Câmara Municipal de Faro, foram construídas as Casas da Câmara, edificação em forma de "L", com escadaria exterior.
Extramuros, processa-se uma considerável expansão do tecido edificado motivada pela criação dos bairros da Mouraria e da judiaria, situados, respectivamente, a norte e sul da Rua de Santo António. A Mouraria ocupava a área definida pelo quarteirão que hoje integra o cinema Santo António, constituindo uma importante zona de hortas. A judiaria, situada a sul, confinava com a Alagoa e continha ainda no século XIX duas sinagogas.
Ao cimo da Rua de Santo António do Alto, no local da Praça da Liberdade, ficavam as Alcassarias, principal mercado da cidade, explorado por essas duas comunidades.
A Ribeira, bairro muito ligado às actividades da pesca e da construção naval, desenvolveu-se no sentido nascente, e continha provavelmente uma igreja.
A principal artéria comercial e industrial era a Rua da Sapataria, actuais Ruas 1º de Dezembro e Tenente Valadim. A actividade portuária desenvolvia-se no local onde hoje se encontra a doca e a Praça D. Francisco Gomes, dispondo de um cais acostável, junto às muralhas da Vila-a-Dentro.
O sistema defensivo de Faro era completado com duas torres de atalaia - o Alto da Atalaia, situado no cimo da actual Rua da Boavista e Santo António do Alto, no local onde ainda hoje existe uma torre.
No final deste período os arrabaldes integram-se na orgânica da cidade, deixando de constituir áreas marginais. Inicia-se um processo de estruturação global com base na articulação de vários elementos da composição urbana, como os eixos viários, as massas edificadas e os condicionamentos naturais - hortas e canais.

## DaRenascençaàRestauração
Desenvolvimento Urbano (século XV - finais do XVII)
Nome: Farão

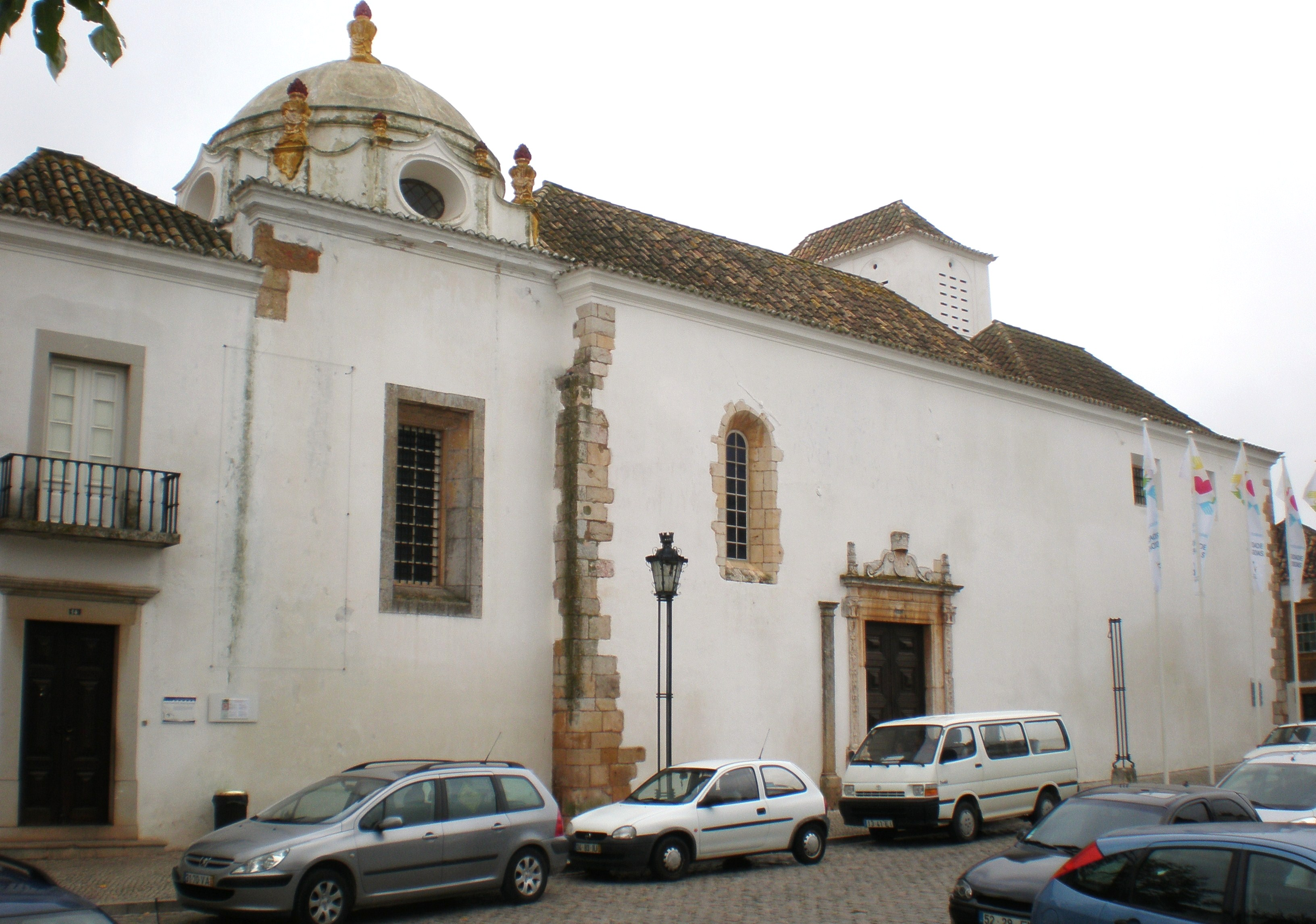
Convento de N. Sra. da Assumpção (século XVI)

Características: expansão urbana, edificações, estruturação dos espaços urbanos, construção da segunda cerca e integração das hortas no perímetro extramuros
De meados do século XV aos finais do XVII, Faro conhece um período de grande desenvolvimento urbano, com a expansão significativa da sua área edificada e com a construção de importantes edifícios religiosos. Os descobrimentos e consequente aumento da actividade comercial são determinantes neste processo de expansão.
No dia 7 de setembro de 1540, a vila de Faro é elevada a cidade pelo foral de D. João III, e em 1577 a sede do Bispado, até então em Silves, é transferida para ali por decisão de D. Sebastião.
Em 1596, durante o período de ocupação de Portugal por Castela, as tropas do Conde de Essex desembarcaram no lugar de Ferrobilhas e dirigiram-se para a cidade de Faro, que irão pilhar e incendiar. A população foge para Loulé e os ingleses fazem grandes destruições nos principais edifícios, nomeadamente em igrejas e conventos.
Toda a área interior à primeira circunvalação (Rua Aboim Ascensão) estava, no século XVII, integrada no tecido edificado, contendo diversas hortas urbanas, como as de S. Francisco, Ferragial, Colégio, Mouraria, S. Pedro e Capuchos. São urbanizadas a zona do Pé da Cruz e a encosta de S. Pedro.
Este processo culmina em 1660 com a construção da segunda cerca, linha abaluartada em estilo Vauban, adaptada ao uso da artilharia, que a defendia do lado de terra e a envolvia a norte e nascente. Era constituída por cinco baluartes e dois meios baluartes e dispunha de um fosso circundante. Os vestígios que hoje restam dessa cerca resumem-se a um pequeno troço situado nas traseiras do antigo convento de S. Francisco. No entanto a sua presença é visível na configuração de alguns quarteirões e no traçado das vias, reflectindo-se até nos limites de propriedades.
Na expansão e estruturação da cidade é determinante o traçado dos eixos das vias de acesso ao centro e demais ligações entre si, que constituem geralmente os arruamentos onde se desenvolve maior actividade comercial e industrial. Destacamos a Rua da Sapataria (actual 1º de Dezembro), a Rua de Santo António do Alto, a Rua da Cordoaria (actual Rua do Bocage) e a Rua Direita (actual Conselheiro Bivar).
As Praças e Rocios eram também pólos de actividade e situavam-se, geralmente, na confluência das vias mais importantes. Salientamos a Praça da Rainha (actual D. Francisco Gomes), situada junto ao porto, e as Alcassarias (no local da Praça da Liberdade e estacionamento da Pontinha), que constituíam um importante mercado.
Neste período são construídos alguns dos principais edifícios da cidade. No século XVI os conventos das Freiras e de S. Francisco, o colégio dos Jesuítas (actual Teatro Lethes), a Igreja e o Hospital da Misericórdia e as Igrejas de S. Pedro e de Nossa Sr.ª da Esperança.
No século XVII são construídos o Convento de Santo António dos Capuchos, a Ermida do Pé da Cruz, a Ermida de S. Sebastião e inicia-se a construção do Paço Episcopal. É no século XVII que fica definida a área da cidade antiga, marcando também o fim de uma expansão orgânica, resultado das necessidades próprias de cada momento.